# Joaquín de Huelbes Temprado

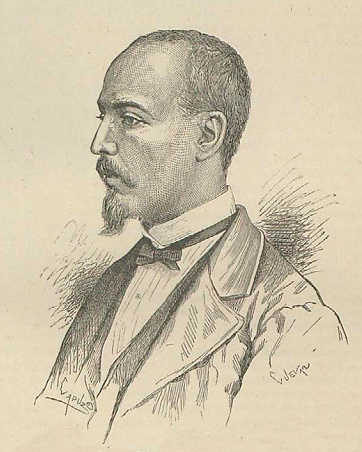
Retrato de Joaquín de Huelbes, c. 1873.

Joaquín de Huelbes Temprado (13 de noviembre de 1842-c. 1916) fue un espiritista y político español, diputado a Cortes durante el Sexenio Democrático.

## Biografía
Nació en Madrid el 13 de noviembre de 1842. Propagador de las doctrinas espiritistas, dirigió en Madrid el periódico El Criterio (1868-1870) y fue redactor de La Propaganda (1870), así como colaboró en El Alma o El Eco de Ceuta, entre otras publicaciones periódicas. Fue autor de obras como La noción del espiritismo, Catecismo de Moral Universal, Luz y vida o Memoria higiénico-sanitaria de la ciudad de Ceuta. Elegido diputado a Cortes en las elecciones de 1872 por un distrito toledano, fue defensor de la autonomía de Cuba y de la abolición de la esclavitud. Falleció hacia 1916.